# Quincuatrías
Las Quincuatrías,  Quincuatrias (en latín, Quinquatria o Quinquatrus) eran unas fiestas romanas consagradas a la diosa romana Minerva. Provienen de las fiestas sagradas de origen etrusco, dedicadas a la primitiva diosa etrusca de las artes, oficios, inteligencia, sabiduría, educación, guerra e industria, Menrva o Menerva de la que deriva y posteriormente sería identificada con la diosa griega Atenea.

## Significado
Según Varrón, se llamaban así porque se llevaban a cabo el quinto (quinqu) día después de los Idus de marzo, de la misma manera que los tusculanos celebraban una fiesta el sexto día después de los idus y la llamaban Sexatrus u otra en el séptimo día a la que llamaban Septimatrus. Tanto Varrón como  Festo afirman que Quinquatrus se celebraba solo durante un día, pero Ovidio dice que se celebraba durante cinco días, de ahí su nombre: en el primer día no se derramaba sangre, se hacían ofrendas de flores, pasteles, o sal, sin embargo, en los últimos cuatro había contiendas de gladiadores para contentar el carácter guerrero de la diosa. El primer día, el 19 de marzo era la fiesta propiamente dicha, y los cuatro días siguientes, del 20 al 23, eran extensiones establecidas probablemente en la época de Julio César para gratificar a los ciudadanos. Los antiguos calendarios religiosos romanos asignan un solo día a la fiesta.
Ovidio dice que la fiesta se celebraba en conmemoración del nacimiento de Minerva; mientras que Festo afirma que en realidad, se conmemoraba la consagración a la divinidad de su templo en el Monte Aventino. En el quinto día de la fiesta, según Ovidio, se purificaban las trompetas utilizadas en los ritos sagrados pero esto parece haber sido originalmente una fiesta separada llamada Tubilustrium en el Monte Palatino, que los calendarios antiguos sitúan en el 23 de marzo. Cuando la celebración se extendió a cinco días, el Tubilustrium habría caído al último día de esta fiesta.
La festividad dedicada a Minerva debía celebrarse durante el equinoccio de primavera, con los rituales de renacimiento primaverales, donde era habitual que las mujeres consultaran a los adivinos. Para los escolares era tiempo de vacaciones. Los maestros, oradores y gramáticos recibían entonces sus honorarios (minerval o mineruale munus), ya que Minerva también era magistra orationis y su protectora. Maestros y alumnos ofrecían sus ofrendas por el buen trabajo realizado.

## Significado histórico
Esta festividad también es mencionada en el Feriale Duranum, un calendario religioso para uso del personal militar estacionado en Dura Europos.
Durante el Imperio, los emperadores presidían las fiestas y solían distribuir dinero y trigo (congiarium), para hacerlas más populares. Domiciano, que era muy devoto de Minerva, celebraba estas fiestas en su villa de Albano, al pie de los Montes Albanos, donde había instituido un collegium para que sus miembros, algunos de los cuales, eran designados por la suerte, se dedicaran a preparar las diferentes celebraciones, como  venatios, teatro o concursos de poesía y de oratoria. El Foro de Nerva, construido por Domiciano estaba dedicado a Minerva, y engrandeció y enriqueció el antiguo templo del monte Celio para que pudieran celebrarse con mayor esplendor estas fiestas.
En las Quinquatrías del año 59, Nerón invitó a su madre Agripina a su villa cerca de Baiae, en un intento de tratar de asesinarla. Su antiguo tutor, Aniceto del Ponto, a quien había cuidado para ser el capitán de la flota de Miseno, se había comprometido a construir un barco que pudiera hundirse sin levantar sospechas. Cuando Agripina llegó a Bauli, entre Baiae y Cabo Miseno, completó su viaje en una litera. Después del banquete, cuando había caído la noche, fue inducida a que regresara a Bauli en el barco que había sido preparado para su hundimiento. Sin embargo, el mecanismo no funcionó como estaba previsto, y Agripina logró ponerse a salvo nadando hasta la orilla, desde donde se dirigió a su villa en el lago Lucrino. Aunque esta vez falló, Nerón poco después lograría su objetivo, también, con la ayuda de Aniceto.
Mientras tanto, en otros lugares del Imperio, como en Hispania, se han encontrado inscripciones que atestiguan la importancia de estas fiestas. En un ara del médico C. Attius Ianuarius en la antigua Miróbriga se ha encontrado una dedicatoria con un acto de munificencia ex testamento para que se celebren unas Quinquatrías en ese municipio.

## Quinquatrus MinusculaeoQuinquatrus Minores
También existieron otras fiestas llamadas Quinquatrus Minusculae o Quinquatrus Minores que se celebraban en los idus de junio, entre el 13 y el 15, donde los tubicines, tañedores de tubas romanas recorrían la ciudad en procesión, en medio de orgías y borracheras, hasta el templo de Minerva en el Aventino.